# 玫珥早熟禾
玫珥早熟禾（学名：Poa meyeri）为禾本科早熟禾属下的一个种。